# Cloyes-sur-Marne
Cloyes-sur-Marne è un comune francese di 123 abitanti situato nel dipartimento della Marna nella regione del Grand Est.

## Società

### Evoluzione demografica
Abitanti censiti